# Around My Dream
"Around My Dream" es el primer sencillo del cantante italiano Silver Pozzoli, lanzado en 1985, bajo el sello Many Records. La canción entró en el top 30 de varios países de Europa, con su posición más alta en Alemania, en el número 9.
El dúo belga Kazino lanzó su versión con el sello Carrere casi al mismo tiempo, y alcanzó el top 10 en Bélgica y Francia.

## Lista de canciones y formatos
- Sencillo italiano de 12"

A. "Around My Dream" (Vocal) – 5:38
B. "Around My Dream" (Instrumental) – 6:05
- Sencillo alemán de 7" Promo

A. "Around My Dream" (Vocal) – 3:28
B. "Around My Dream" (Instrumental) – 3:28
- Maxi alemán de 12"

A. "Around My Dream" (Vocal) – 5:25
B. "Around My Dream" (Instrumental) – 6:05

## Posicionamiento en listas
| Lista(1985)                           | Posición |
| ------------------------------------- | -------- |
| Alemania (Offizielle Deutsche Charts) | 9        |
| Bélgica (Flandes) (Ultratop 50)       | 20       |
| Francia (SNEP)                        | 21       |
| Países Bajos (Mega Single Top 100)    | 21       |
| Suiza (Schweizer Hitparade)           | 25       |

## Músicos y créditos
- Silver Pozzoli - voz
- Enzo Vallicelli - batería
- Marco Sabiu - teclados
- Graziano Pegoraro – compositor, arreglista
- Pier Michele Bozzetti – compositor
- Romano Bais – compositor, arreglista
- Stefano Scalera – productor
- Mario Flores – teclados y mezclas
- Fabio Nosotti – arte de portada, fotógrafo